# Gwardia Ludowa
La Gwardia Ludowa (italiano: Guardia del Popolo) è stata una organizzazione armata clandestina comunista polacca durante la Seconda guerra mondiale. Il 1º gennaio 1944,. il Consiglio Nazionale di Stato, creato nella notte del 31 dicembre 1943 su iniziativa di Iosif Stalin e del Partito dei Lavoratori Polacchi ribattezzò la Gwardia Ludowa Armia Ludowa.
I soldati della Gwardia Ludowa indossavano un triangolo rosso con la didascalia "GL" sul cappuccio: solo in seguito alla trasformazione in Armia Ludowa l'aquila Piast divenne il simbolo di questa formazione, anche se l'aquila era priva della corona e gli artigli e il becco non erano dorati.
Il nome adottato era uguale a quello di una formazione militare della resistenza polacca costituita dall'ottobre 1939 dal Partito Socialista Polacco - Libertà, Uguaglianza, Indipendenza PPS-WRN che continuava nella clandestinità le tradizioni del Partito Socialista Polacco. Il messaggio della Direzione centrale WRN del Comitato degli esteri del PPS del 22 giugno 1942 affermava: "I comunisti agiscono con tutta la loro nota perfidia: ad esempio, hanno adottato il nome di" Guardia Popolare "per la loro formazione, che è il nostro esercito organizzato come parte delle Forze Armate nel paese. Ovunque i comunisti possono apparire come emissari del governo polacco o rappresentanti del Partito socialista polacco (nome simile del partito polacco dei lavoratori).

## Storia
La Gwardia Ludowa venne costituita nel 1942 per combattere l'occupazione nazista della Polonia, mediante agguati, rapide imboscate e azioni di sabotaggio. Alla sua costituzione contava circa 3000 combattenti. Le prime formazioni partigiane vennero costituite nel maggio 1942 nelle aree intorno a Piotrków Trybunalski e Radom. Alla fine del 1942 l'organizzazione operava in sette regioni amministrative: Varsavia, Lublino, Radom-Kielce, Cracovia, Łódź, Slesia e Lviv. Nell'area di Lviv la Gwardia Ludowa non arrivò a sviluppare completamente la lotta armata e in questa zona a partire dal 1943 la lotta armata venne svolta dai partigiani sovietici.
La Gwardia Ludowa dipendeva dal Partito dei Lavoratori Polacchi; il suo primo comandante fu Bolesław Mołojec e dopo la sua esecuzione, nel 1942, venne sostituito da Franciszek Jóźwiak.
Durante la rivolta del ghetto di Varsavia del 1943, collaborando con l'organizzazione ebrea Żydowska Organizacja Bojowa, decine di pattuglie tedesche furono attaccate da formazioni partigiane polacche, guidate dai comunisti della Gwardia Ludowa, che compirono una serie di azioni nella zona tedesca della città e fecero pervenire armi, munizioni e finanziamenti ai combattenti del ghetto di Varsavia, operarando anche alcune azioni di salvataggio. Al termine della rivolta il ghetto ebraico venne distrutto, ma alcuni ebrei, a piccoli gruppi o singole persone, rimasero nascosti nei rifugi sotterranei e nelle fognature, continuando sporadicamente a combattere ed a tentare di fuggire, e, il 23 settembre, l'ultimo gruppo di insorti riuscì, armi alla mano, ad uscire dal ghetto ed a disperdersi nella zona tedesca della città e alcuni di loro entrarono a far parte della Gwardia Ludowa.
Il 29 luglio 1944, con decreto del Consiglio Nazionale di Stato (polacco: Krajowa Rada Narodowa) del 21 luglio 1944, la Armia Ludowa venne incorporata nell'Esercito Popolare Polacco.